# 葛洪元
葛洪元（1955年9月—），山东莘县人。1979年3月加入中国共产党。大专文化，经济师。中华人民共和国政治人物。

## 生平
历任湖南省测绘局第一测量队二中队作业员、组长、政治处干事、副政治指导员、党支部书记、副队长、局计划财务处副处长、第二测绘院院长、第三测绘院院长、局测绘生产管理处长、副局长等职。2000年4月，任湖南省国土资源厅副厅长。2003年3月，升任该厅厅长。2006年5月，葛洪元来到郴州，接替因贪腐被湖南省紀委立案調查的李大伦，出任中共郴州市委书记。
2008年11月，葛洪元回到长沙，出任湖南省人民政府党组成员、中共湖南省纪委副书记，省监察厅厅长。2010年3月，兼任省预防腐败局局长。2014年3月，任湖南省政协副主席。